# Marek Šichor
Marek Šichor (* 17. července 1990 v Zábřehu) je český fotbalový záložník, hrající za  Zábřeh

## Klubová kariéra
S fotbalem začínal v SK Sulko Zábřeh, odkud v roce 2007 zamířil do mládežnických výběrů prvoligové Sigmy Olomouc. V létě 2010 se připravoval s áčkem Olomouce, ale nakonec zamířil na hostování do 1. SC Znojmo. Po půl roce se vrátil do Sigmy, ovšem v zimě 2011 klub opustil a přestoupil zpátky do Zábřehu, který hrál MSFL. Tady si svými výkony řekl o pozvánku na testy do prvoligové Vysočiny Jihlava, které pro něj skončili předčasně, když se hned na prvním tréninku zranil. Před sezonou 2013/2014 odešel na roční hostování do FC Baník Ostrava, kam po sezoně přestoupil. S týmem podepsal kontrakt do 30. 6. 2016.

## Reprezentační kariéra
Během působení v Sigmě Olomouc si zahrál za reprezentační výběr U17, šlo o dva přátelské zápasy v únoru 2007, nejprve 5. února proti Nizozemsku (porážka 0:1) a o dva dny později proti Polsku (remíza 1:1). Gól nevstřelil.